# فولفو
فولفو (بالإنجليزية: Volvo)‏ هي شركة سويدية لتصنيع السيارات والسيارات الثقيلة نشأت سنة 1927. تعتبر رائدة السلامة في السيارات تعتبر أول سيارة يتم إدخال حزام الأمان بها، علماً بأن اسم «فولفو» تعني باللاتينية «أنا أتدحرج».
تملك شركة فولفو مجموعة من الشركات الفرعية حول العالم منها شركة شاحنات ماك ورينو للشاحنات وشركة شاحنات يو دي وشركة نوفا باص. في عام 1999 استحوذت شركة فورد للسيارات على فولفو بمبلغ 6.45 مليار دولار أمريكي، ثم تخلت عنها فورد في عام 2010 ومنذ عام 2010 وحتى الآن العلامة التجارية فولفو ملك لمجموعة تشجيانغ جيلي القابضة الصينية.

## نبذة
مجموعة ڤ‍ولڤ‍و (السويدية: فولفوكونسيرنين؛ قانوناً أكتيبولاجيت ڤ‍ولڤ‍و (إختصاراً إلى AB فولفو)، منمنمة باسم (VOLVO) هي شركة تصنيع سويدية متعددة الجنسيات يقع مقرها الرئيسي في غوتنبرج. بينما يتمثل نشاطها الأساسي في إنتاج وتوزيع وبيع الشاحنات والحافلات ومعدات البناء، إن فولفو توفر أيضاً أنظمة القيادة البحرية والصناعية والخدمات المالية. في عام 2016، كانت ثاني أكبر شركة مصنعة للشاحنات الثقيلة في العالم.
كانت شركة ڤ‍ولڤ‍و للسيارات المصنعة للسيارات، ومقرها أيضاً في غوتنبرج، جزءاً من ڤ‍ولڤ‍و أكتيبولاجيت حتى عام 1999، عندما تم بيعها لشركة فورد للسيارات. منذ عام 2010، كانت مملوكة لشركة السيارات الصينية متعددة الجنسيات مجموعة تشجيانغ جيلي القابضة. تشترك كل من أكتيبولاجيت ڤ‍ولڤ‍و وڤ‍ولڤ‍و للسيارات في شعار ڤ‍ولڤ‍و وتتعاونان في إدارة متحف ڤ‍ولڤ‍و في السويد.
تم إدراج الشركة لأول مرة في بورصة ستوكهولم في عام 1935، وكانت مدرجة في مؤشرات ناسداك من عام 1985 إلى عام 2007. تأسست فولفو في عام 1915 كشركة تابعة لشركة AB SKF وهي شركة تصنيع محامل كروية؛ ومع ذلك، اعتبرت كل من مجموعة فولفو وشركة سيارات فولفو طرح أول سلسلة سيارات للشركة، فولفو ÖV 4 في 14 أبريل 1927، كبداية لها. لا يزال المبنى (57 ° 42′50 N 11 ° 55′19 E).

## التاريخ

### السنوات الأولى والتوسع الدولي
تم تسجيل اسم العلامة التجارية ڤ‍ولڤ‍و في الأصل كعلامة تجارية في مايو 1911 بهدف استخدامه لسلسلة جديدة من محامل SKF الكروية، وتعني آي رول"I roll" باللاتينية، مترافقة من ڤ‍ولڤ‍رر. لم تدم الفكرة طويلاً، وقررت SKF ببساطة استخدام الأحرف الأولى من اسمها كعلامة تجارية لجميع منتجاتها الحاملة.
في عام 1924، قرر أسار جابريلسون مدير مبيعات SKF، ومهندس KTH الملكي للتكنولوجيا غوستاف لارسن، البدء في بناء سيارة سويدية. كانوا يعتزمون بناء سيارات يمكنها تحمل قسوة الطرق الوعرة في البلاد ودرجات الحرارة الباردة.
بدأت فولفو أنشطتها في 10 أغسطس 1926. بعد عام واحد من الاستعدادات التي تنطوي على إنتاج عشرة نماذج أولية، كانت الشركة مستعدة لبدء أعمال تصنيع السيارات داخل مجموعة SKF. تعتبر مجموعة فولفو نفسها أنها بدأت في عام 1927، عندما خرجت السيارة الأولى (فولفو ÖV 4) من خط الإنتاج في المصنع في هيسينجن، غوتنبرج. تم صنع 280 سيارة فقط في ذلك العام. ظهرت الشاحنة الأولى "سيريس 1″، لأول مرة في يناير 1928، وحققت نجاحاً فورياً وجذبت الانتباه خارج البلاد. في عام 1930، باعت فولفو 639 سيارة، وبدأ تصدير الشاحنات إلى أوروبا بعد فترة وجيزة. لم تصبح السيارات معروفة خارج السويد إلا بعد الحرب العالمية الثانية. تم تقديم فولفو في بورصة ستوكهولم للأوراق المالية في عام 1935 ثم قررت SKF بيع أسهمها في الشركة. بحلول عام 1942، استحوذت فولفو على شركة الهندسة الدقيقة السويدية سفنسكا لمحرك الطائرات السويدية (أعيدت تسميتها لاحقاً باسم فولفو آيرو).
تم الحصول على بينتافيركن التي كانت تصنع محركات لشركة ڤ‍ولڤ‍و، في عام 1935، مما كان يوفر إمداداً آمناً للمحركات والدخول إلى سوق المحركات البحرية. كما تم إطلاق أول حافلة تحمل اسم B1 في عام 1934، وأضيفت محركات الطائرات إلى مجموعة المنتجات المتزايدة في بداية الأربعينيات. في عام 1963، افتتحت فولفو مصنع تجميع ڤ‍ولڤ‍و هاليفاكس، وهو أول مصنع تجميع في تاريخ الشركة خارج السويد والذي يقع في هاليفاكس، نوفا سكوشا، كندا.
في عام 1950، استحوذت فولفو على الشركة السويدية لتصنيع المعدات الإنشائية والزراعية بولندر - مونكتيل. تمت إعادة تسمية بولندر - مونكتيل باسم فولفو بي أم في عام 1973. في عام 1979، تم بيع أعمال المعدات الزراعية لشركة فولفو بي أم لشركة فالميت. في وقت لاحق، من خلال إعادة الهيكلة والاستحواذ، أصبحت أعمال معدات البناء المتبقية باسم شركة فولفو لمعدات البناء.

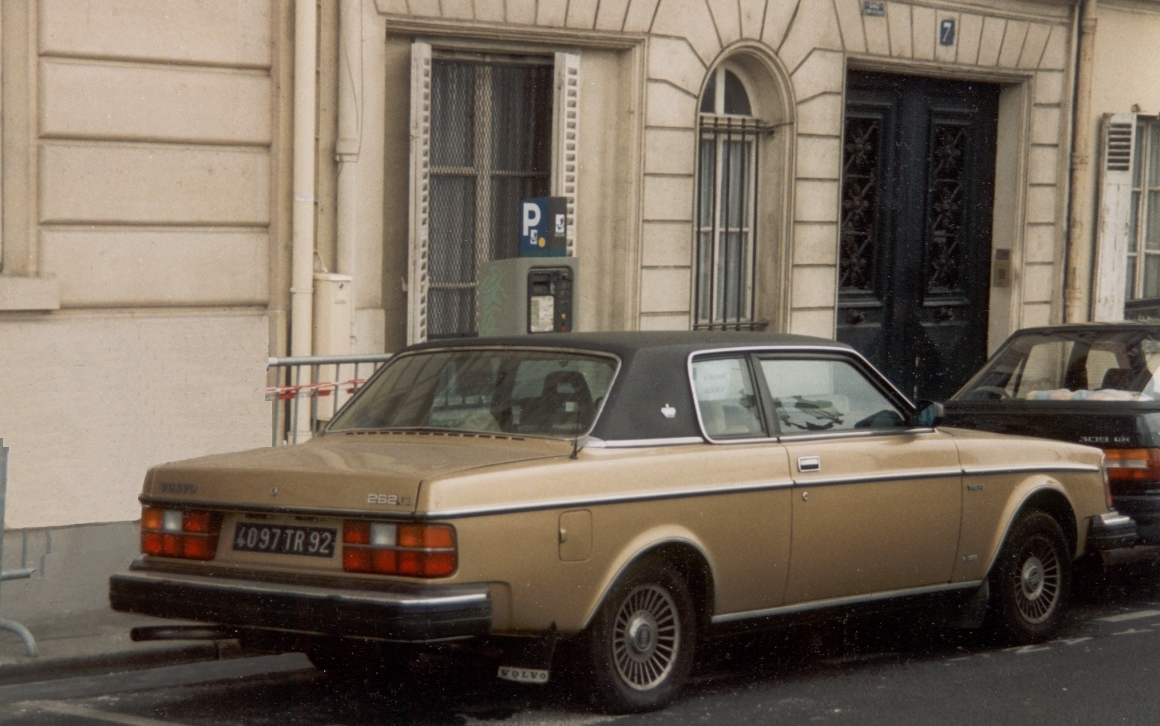
فولفو 262سي (1980)

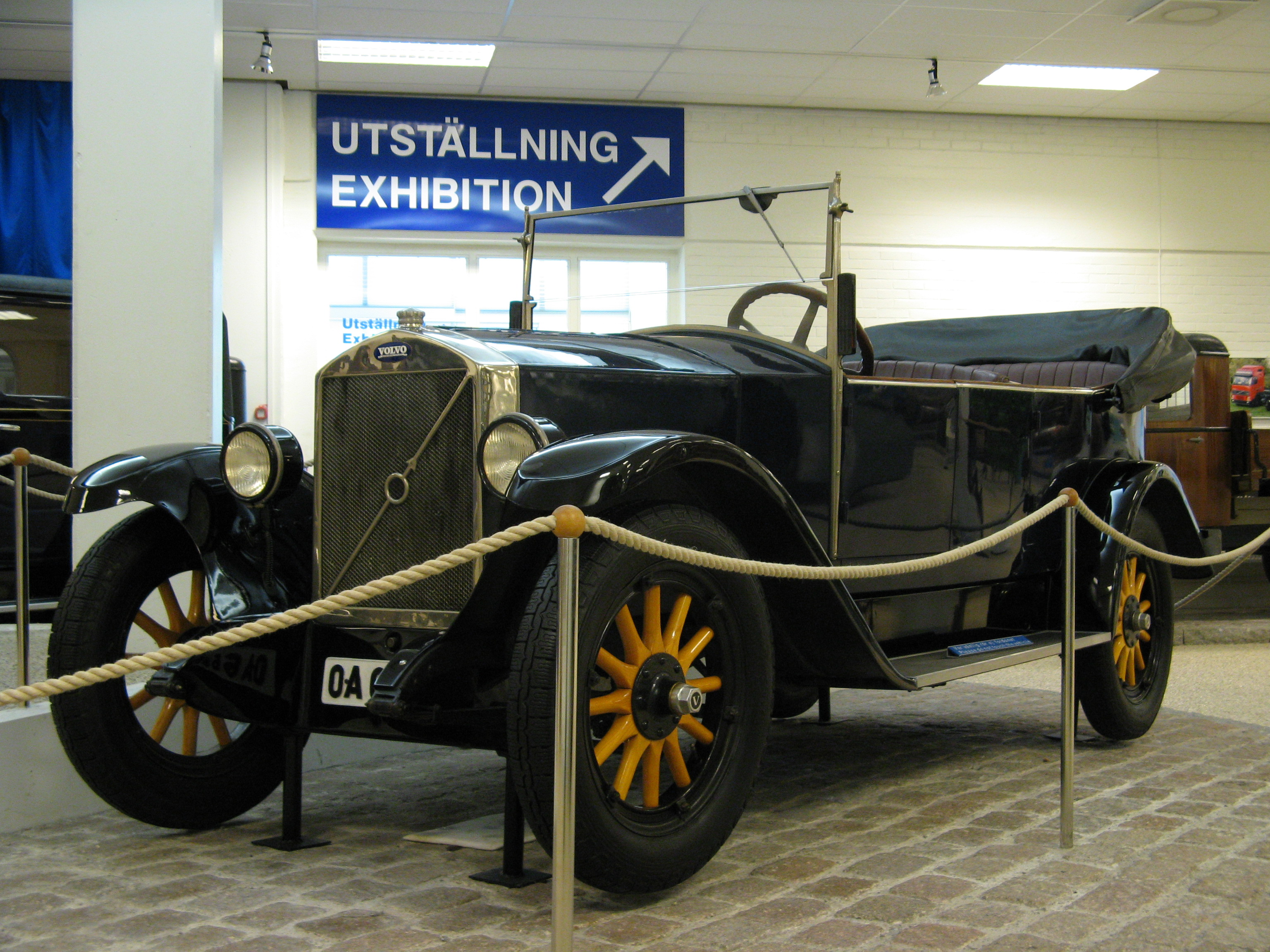
(ÖV4 (1927 فولفو

### الشراكات ومحاولات الدمج
في عام 1977، حاولت فولفو الجمع بين العمليات مع منافستها مجموعة السيارات السويدية سكانيا-ساب، لكن الشركة الأخيرة رفضتها. في السبعينيات، بدأت الشركة المصنعة الفرنسية رينو وفولفو في التعاون. في عام 1978، تم إنشاء شركة فولفو كار كوربوريشن كشركة منفصلة ضمن مجموعة فولفو واستحوذت رينو على حصة أقلية، قبل بيعها مرة أخرى في الثمانينيات بعد إعادة الهيكلة. في التسعينيات، عمقت رينو وفولفو تعاونهما ودخلت الشركتان في شراكة في الشراء والبحث والتطوير ومراقبة الجودة مع زيادة المُلكية المشتركة بينهما. ستساعد رينو فولفو في المركبات ذات المستوى الابتدائي والمتوسط، وفي المقابل ستشارك فولفو التكنولوجيا مع رينو في القطاعات العليا. في عام 1993، تم الإعلان عن صفقة اندماج بين فولفو ورينو عام 1994. بالكاد تم قبول الصفقة في فرنسا، لكن عارضتها السويد، وصوت مساهموا فولفو ومجلس إدارة الشركة ضدها. تم حل التحالف رسمياً في فبراير 1994 وباعت فولفو حصتها الأقلية في رينو في عام 1997.
في عام 1991، شاركت مجموعة فولفو في مشروع مشترك مع شركة ميتسوبيشي موتورز اليابانية لصناعة السيارات في مصنع داف السابق في بورن، هولندا. بدأت العملية، التي تحمل علامة NedCar التجارية، في إنتاج الجيل الأول من ميتسوبيشي كاريزما جنباً إلى جنب مع فولفو S40 / V40 في عام 1996. خلال التسعينيات، دخلت فولفو أيضاً في شراكة مع الشركة المصنعة الأمريكية جنرال موتورز. في عام 1999، منع الاتحاد الأوروبي الاندماج مع شركة سكانيا.

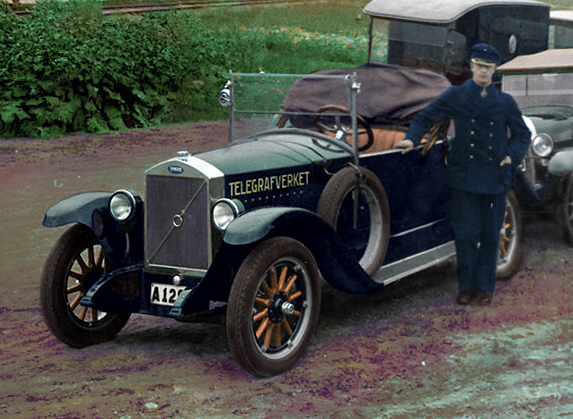
(1928) ÖV 4 فولفو

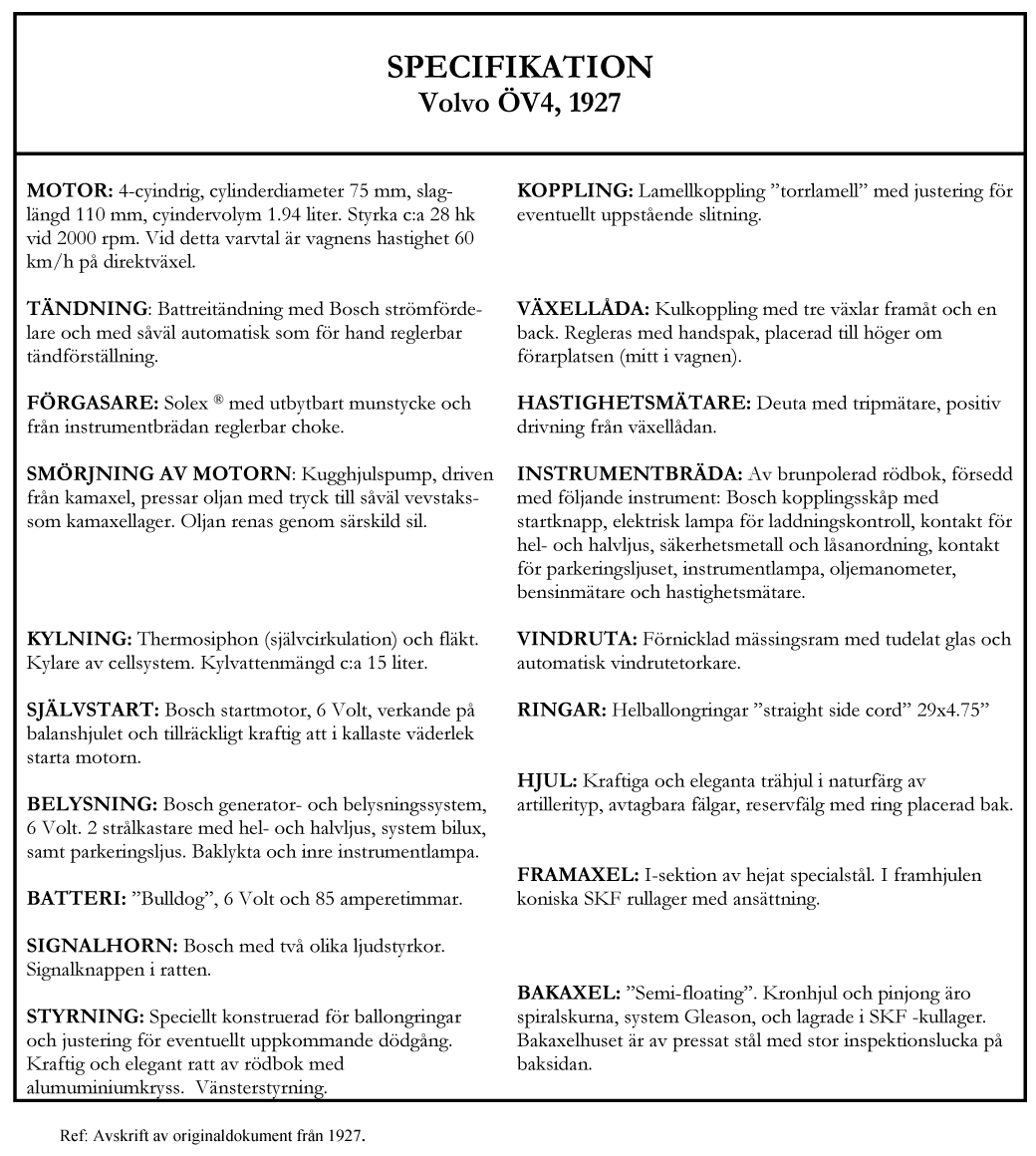
(1927) ÖV4 فولفو (المواصفات)

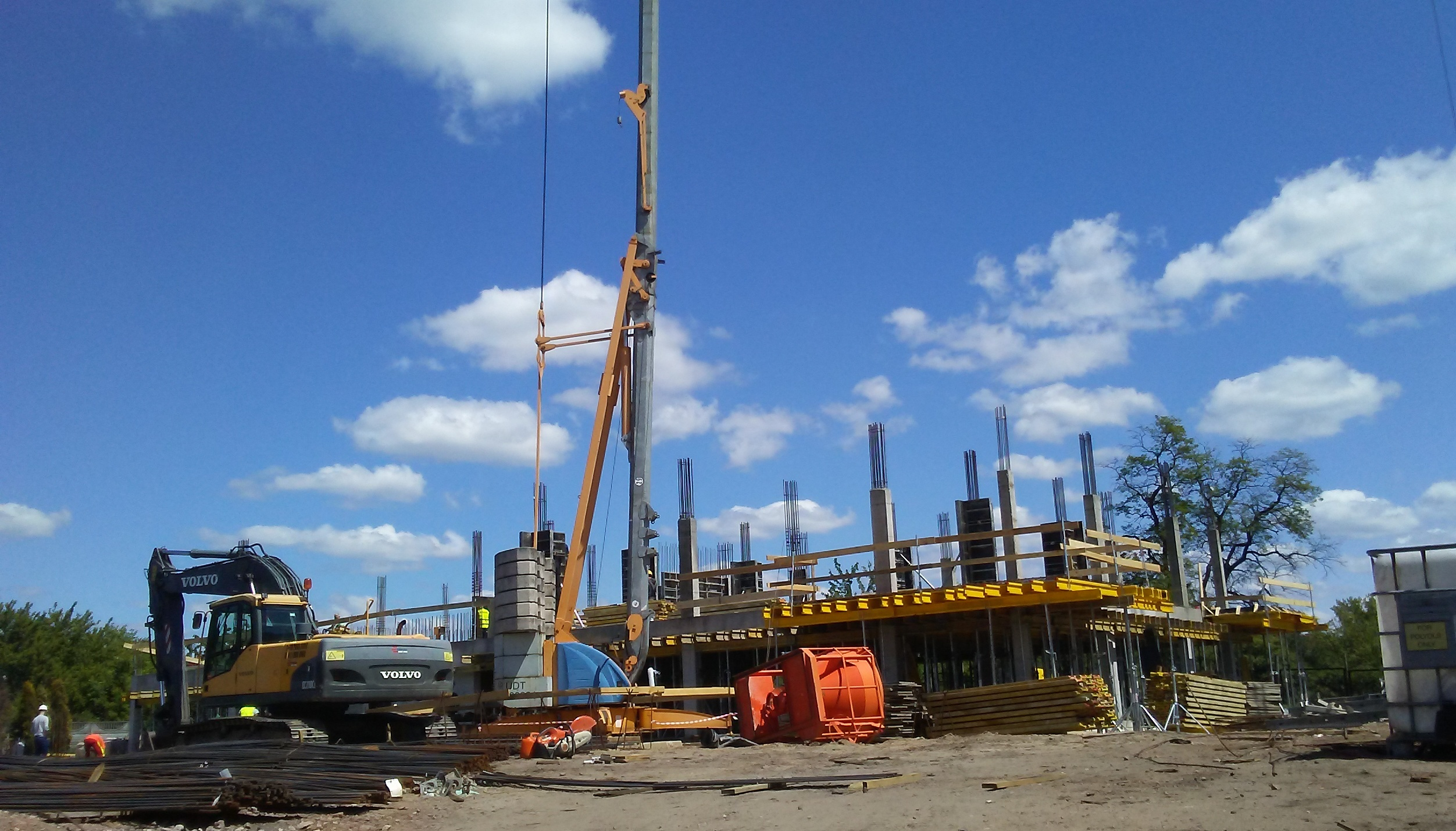
حفارة فولفو في موقع البناء في توماشوف مازوفيتسكي ، بولندا

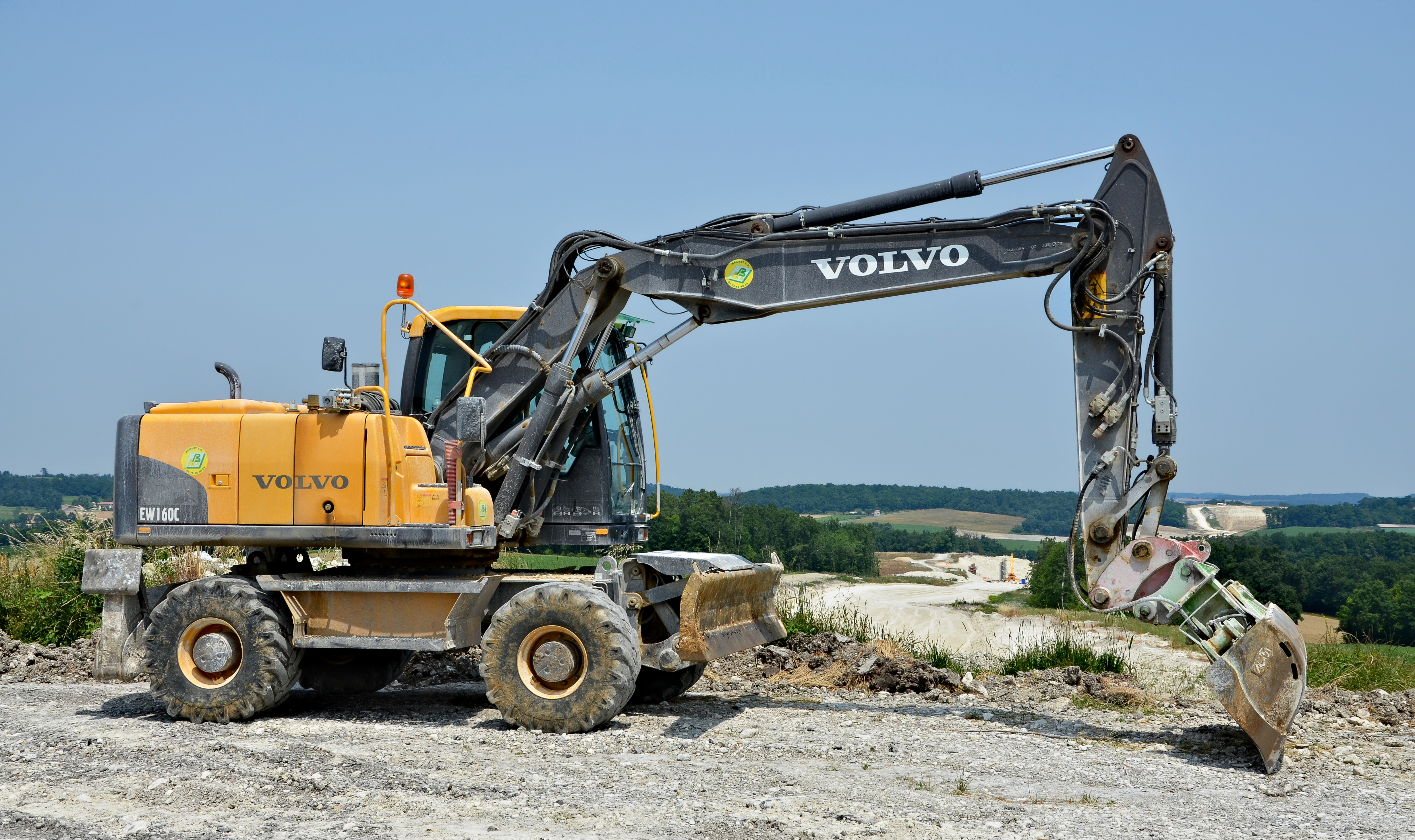
فولفو إل جي في (EW160) (2013)

### إعادة التركيز على المركبات الثقيلة
في يناير 1999، باعت مجموعة فولفو شركة فولفو للسيارات لشركة شركة فورد للسيارات مقابل 6.45 مليار دولار. تم وضع القِسم ضمن مجموعة بريمر للسيارات في فورد إلى جانب جاغوار ولاند روڤ‍ر وآستون مارتن. تم استخدام موارد ومكونات فولفو الهندسية في العديد من منتجات آستون مارتن وفورد ولاند روڤ‍ر، حيث تم تصميم الجيل الثاني من لاند روفر فريلاندر على نفس منصة الجيل الثاني من فولفو S80. تم استخدام محرك البنزين فولفو T5 في طرازي أداء فورد فوكس ST و RS، وتم استخدام نظام الملاحة عبر الأقمار الصناعية من ڤ‍ولڤ‍و في بعض طرازات أستون مارتن فانكويش وDB9 وفانتاج V8. في نوفمبر 1999، اشترت مجموعة فولفو حصة 5٪ في ميتسوبيشي موتورز، كجزء من صفقة شراكة لأعمال الشاحنات والحافلات. في عام 2001، بعد أن اشترت شركة دايملر كرايسلر حصة كبيرة من ميتسوبيشي موتور، باعت ڤ‍ولڤ‍و أسهمها إلى الأولى.
تم بيع رينو للمركبات الصناعية (التي تضمنت شاحنات ماك فقط، ولكن ليس حصة رينو في ايريسبوس) إلى ڤ‍ولڤ‍و خلال يناير 2001، وأعادت ڤ‍ولڤ‍و تسميتها شاحنات رينولت في 2002. وأصبحت رينولت أكبر مساهم في أكتيبولاجيت ڤ‍ولڤ‍و بحصة 19.9٪ (في الأسهم وحقوق التصويت ) كجزء من الصفقة. زادت رينو حصتها إلى 21.7٪ مع حلول عام 2010.
استحوذت أكتيبولاجيت ڤ‍ولڤ‍و على 13٪ من أسهم الشركة اليابانية المصنعة للشاحنات نيسان ديزل (التي أعيدت تسميتها فيما بعد بشاحنات UD) من نيسان (جزء من تحالف رينو ونيسان) خلال عام 2006، لتصبح مساهماً رئيسياً. استحوذت مجموعة فولفو على ملكية نيسان ديزل بالكامل في عام 2007 لتوسيع وجودها في سوق آسيا والمحيط الهادئ.
باعت رينو 14.9٪ من حصتها في أكتيبولاجيت ڤ‍ولڤ‍و في أكتوبر 2010 (تشكل 14.9٪ من رأس المال و 3.8٪ من حقوق التصويت) مقابل 3.02 مليار يورو. ترك بيع الأسهم هذا لرينو حوالي 17.5٪ من حقوق تصويت فولفو. باعت رينو حصصها المتبقية في ديسمبر 2012 (تمثل 6.5٪ من رأس المال و 17.2٪ من حقوق التصويت في وقت الصفقة) مقابل 1.6 مليار يورو، تاركة مجموعة الاستثمار الصناعي السويدية أكتيبولاجيت إندوستراڤ‍ارد كأكبر مساهم، بنسبة 6.2٪ من  رأس المال و18.7٪ من حقوق التصويت. في نفس العام، باعت ڤ‍ولڤ‍و - ڤ‍ولڤ‍و إيرو لشركة GKN البريطانية المحدودة. في عام 2017، أصبح مالك شركة سيارات فولفو جيلي، أكبر مساهم في فولفو من حيث عدد الأسهم بعد الاستحواذ على حصة بنسبة 8.2 ٪ مما أدى إلى استبدال إندستريفاردين. احتفظت إندستريفاردين بحقوق تصويت أكثر من جيلي (حصلت جيلي على 15.8٪).
في ديسمبر 2013، باعت فولفو قسم إيجارات معدات البناء في فولفو إلى كوايتي بلاتينيوم. في عام 2014، استحوذت فولفو لمعدات البناء من فولفو على قسم تصنيع شاحنات النقل في شركة تركس، والذي تضمن خمسة نماذج من الشاحنات ومنشأة تصنيع في مذرويل، اسكتلندا. في نوفمبر 2016، أعلنت فولفو عن نيتها سحب قسم المبيعات الحكومية الخاص بها، والذي يتكون أساساً من شاحنات رينو للدفاع عن شاحنات رينو، وكذلك من بانهارد، و ماك ديفينس في الولايات المتحدة، وACMAT وفولفو ديفينس. تم التخلي عن مشروع بيع القسم لاحقاً، وفي مايو 2018، أعادت فولفو تنظيم رينولت ترك ديفينس وأعادت تسميتها آركوس.
في ديسمبر 2018، أعلنت فولفو أنها تعتزم بيع 75.1٪ من الحصة المسيطرة من شركة وايرلس كار التابعة لها في مجال الاتصالات عن بُعد للسيارات إلى فولكس فاجن بهدف التركيز على تقنيات المعلومات للمركبات التجارية. اكتمل البيع في مارس 2019.
في ديسمبر 2019، أعلنت فولفو وإيسوزو عن عزمهما تشكيل تحالف استراتيجي للمركبات التجارية. كجزء من الاتفاقية، ستبيع فولفو شاحنات UD إلى شركة إيسوزو. تم توقيع «الاتفاقيات النهائية» للتحالف في أكتوبر 2020، مع تعليق بيع شاحنات UD على الموافقات التنظيمية. في أبريل 2020، أعلنت فولفو ودايملر أن الأولى خططت للاستحواذ على نصف أعمال خلايا الوقود لشركة دايملر، لتشكيل مشروع مشترك بين الشركتين.

### إنهاء إنتاج السيارات بمحركات الديزل
في 27 مارس 2024 صرّحت شركة فولفو إنتاج سيارتها الأخيرة بمحرك ديزل، منهية حقبة صناعة محركات الديزل لديها، سعيا منها لتصنيع السيارات الكهربائية فقط بحلول عام 2030، ، وأضافت أنها ستستمر في تصنيع السيارات بمحركات البنزين.

## الأعمال
تشمل عمليات مجموعة فولفو ما يلي:
- شاحنات ڤ‍ولڤ‍و (شاحنات الخدمة متوسطة الحجم للنقل الإقليمي وشاحنات الخدمة الشاقة للنقل لمسافات طويلة، فضلاً عن شاحنات الخدمة الشاقة لقطاع أعمال البناء)
- شاحنات ماك (شاحنات خفيفة للتوزيع الوثيق وشاحنات ثقيلة للنقل لمسافات طويلة)
- شاحنات رينو (شاحنات ثقيلة للنقل الإقليمي وشاحنات ثقيلة لقطاع أعمال البناء)
- شاحنات UD (شاحنات الخدمة متوسطة الحجم)
- دونغ فنغ للمركبات التجارية (45٪)
- (شاحنات) المركبات التجارية (ايشر) المحدودة (VECV) الهندية، مشروع مشترك بين ايشر موتورز ليمتد حيث تمتلك فولفو 45.6٪ (شاحنات وحافلات)
- فولفو لمعدات البناء (معدات البناء)
- (SDLG) (70٪) (معدات إنشاء)
- حافلات فولفو (حافلات كاملة وشاصي حافلات لحركة المرور في المدينة وحركة مرور الخطوط وحركة مرور السياح)
- خدمات فولفو المالية (تمويل العملاء، الخدمات المصرفية بين المجموعات، كإدارة عقارات)
- فولفو بنتا (أنظمة المحركات البحرية للقوارب الترفيهية والشحن التجاري ومحركات الديزل وأنظمة القيادة للتطبيقات الصناعية)
- أركوس[44]

## العلامات التجارية
شركة فولفو القابضة للعلامات التجارية مملوكة بالتساوي لشركة فولفو أكتيبولجت وشركة فولفو للسيارات.
يتمثل النشاط الرئيسي للشركة في امتلاك علامات فولفو التجارية وصيانتها وحمايتها والحفاظ عليها (بما في ذلك فولفو وعلامات جهاز فولفو (مائل وعلامة حديدية) فولفو إيرو وفولفو بنتا) نيابة عن مالكيها وترخيص هذه الحقوق لـ أصحابها. يركز العمل اليومي على الحفاظ على المحفظة العالمية لتسجيلات العلامات التجارية وتوسيع نطاق الحماية المسجلة لعلامات فولفو التجارية بشكل كافٍ.
يتمثل العمل الرئيسي أيضاً في العمل ضد التسجيل غير المصرح به والاستخدام (بما في ذلك التزوير) للعلامات التجارية المطابقة أو المشابهة لعلامات فولفو التجارية على أساس عالمي.

## التعاون مع الجامعات والكليات
تتمتع فولفو بتعاون استراتيجي في مجال البحث والتوظيف مع عدد من الكليات والجامعات المختارة مثل جامعة ولاية بنسلفانيا، وآي إن إس أي ليون وكلية إيمليون للأعمال، وجامعة ولاية نورث كارولاينا وجامعة صوفيا، وجامعة تشالمرز للتكنولوجيا ومدرسة جوتنبرج للأعمال والاقتصاد والقانون في جامعة جوتنبرج وكلية مالاردالن الجامعية وجامعة سكوفد.

## وصلات خارجية
- موقع الويب الرسمي لمجموعة فولفو
- موقع فولفو الرسمي - للشركات التي تحمل علامة فولفو التجارية

- الموقع الرسمي